# Руденко Григорій Матвійович
Григорій Матвійович Руденко (7 лютого 1925 — 1 липня 2019) — український розвідник та дипломат. Полковник. Заступник генерального директора Генеральної дирекції з обслуговування іноземних представництв в Україні.

## Життєпис
Народився 7 лютого 1925 року у містечку Зіньків Полтавської області. Навчався в різних містах (Миргород, Кременчук, Запоріжжя, Нікополь, Меджибіж) у зв'язку з переміщенням батька по службі. Напередодні війни Руденки опинилися у Вінниці — батька призначили на посаду заступника начальника Управління НКДБ по Вінницькій області.
На початку Другої світової війни разом з матір'ю і молодшим братом евакуювалися до Туапсе. Служив юнгою на міноносці «Грозний». Згодом вступив до Севастопольського військово-морського училища, яке містилося тоді в Баку. У серпні 1942 року з курсантів училища сформували батальйон морської піхоти, до складу якого вступив добровольцем. Брав участь у боях на Кавказі, у одному з яких був тяжко поранений. Диплом отримав у Владивостоці, після передислокації училища, потім брав участь у війні з Японією.
У 1946 році — розпочав службу у кадровому підрозділі МДБ УРСР, водночас здобував вищу освіту на заочному відділенні історичного факультету Київського педагогічного інституту. У 1952—1955 рр. — навчався у Вищій школі МДБ СРСР.
Після нетривалої служби у Києві, був відряджений до Москви, де протягом року його інтенсивно готували як розвідника-нелегала. Протягом шести місяців стажувався у Апараті уповноваженого КДБ СРСР при Міністерстві державної безпеки Німецької Демократичної Республіки.
У 1958 році Григорій Матвійович повернувся до Києва на посаду оперативного уповноваженого у Перше управління Комітету державної безпеки при Раді Міністрів Української РСР.
Наприкінці 1963 року його відправили за кордон — у Федеративну Республіку Німеччину. Офіційно він обійняв посаду третього секретаря радянського посольства і займався консульськими питаннями. Водночас основним його завданням була розвідка.
У 1967 році — продовжив службу в Першому управлінні Комітету державної безпеки при Раді Міністрів Української РСР. Згодом працював начальником розвідувального відділу в Управлінні КДБ УРСР по Закарпатській області. Йому доводилося неодноразово виїздити за кордон — до Австрії, ФРН, Чехословаччини, Угорщини, Югославії. Іноді такі відрядження тривали кілька місяців, а одного разу — майже рік.
У 1976 році — повернувся до Києва і продовжив роботу в Першому управлінні КДБ УРСР, водночас навчався у Дипломатичній академії при МЗС СРСР.
По звільненню зі служби і до 2009 року працював в Управлінні з обслуговування дипломатичного корпусу (Генеральна дирекція з обслуговування іноземних представництв) на посадах першого заступника начальника управління, заступника генерального директора, а потім радника.
З 2009 року на пенсії.
Помер 1 липня 2019 року.

## Автор праць
- Представництва іноземних держав в Україні: статус, протокол, обслуговування, законодавчі акти [наук. довідкове вид.] / Г. М. Руденко ; ред. П. О. Кривонос ; Генеральна дирекція з обслуговування іноземних представництв. — К. : Планета, 2004. — 351 с. — ISBN 966-7522-13-X
- Основи дипломатичного протоколу / Г. М. Руденко. — К. : Бліц-Інформ, 1996. — 184 с. — ISBN 966-7028-15-1
- Стислий український дипломатичний довідник: посіб. для студентів-міжнародників / М. А. Кулінич, Г. М. Руденко ; Дип. акад. при МЗС України, Ген. дирекція з обслуговування інозем. представництв. — Київ, 2006. — 374 с.
- Україна дипломатична / Г. М. Руденко. — Київ: Ген. дирекція по обслуговуванню інозем. представництв, 1999. — 302 с. : іл.[3]

## Нагороди та відзнаки
- Орден Вітчизняної війни 2 ступеня (1945)